# Neolophonotus molitor
Neolophonotus molitor är en tvåvingeart som först beskrevs av Christian Rudolph Wilhelm Wiedemann 1828.  Neolophonotus molitor ingår i släktet Neolophonotus och familjen rovflugor. Inga underarter finns listade i Catalogue of Life.